# Toxostoma redivivum
Toxostoma redivivum là một loài chim trong họ Mimidae.